# Буковче (Јагодина)
Буковче је насељено место града Јагодине у Поморавском округу. Према попису из 2022. има 834 становника (према попису из 2011. било је 844 становника).

## Историја
Буковче је једно од најстаријих насеља овог краја, по постанку старије и од Јагодине. Прича се да је име добило по многим буквама, којих је некада ту било. Први назив села је био " Буковча". Први трагови који сведоче о овоме пронађени су приликом грађења другог колосека пруге Београд-Ниш. Том приликом су пронађени предмети (посуде од глине) који потичу из доба такозване Старчевачке цивилизације (5000.-3000. године пре наше ере). Пронађени предмети чувају се у Завичајном музеју у Јагодини. Путујући из Беча за Цариград и из Цариграда за западну Европу многи путописци тога доба (од Косовског боја па до ослобођења од турске власти) у својим дневницима и путописима бележе по коју реченицу о Буковчу.
Први писани траг о Буковчу бележимо још пре битке на Косову. Документ у коме се први пут помиње је хрисовуља (повеља) кнеза Лазара Хребељановића из 1381. године. Овом повељом кнез Лазар врши доделу добара манастирима. По тој повељи Буковче и Рибник улазе у посед манастира Раванице. Хрисовуља кнеза Лазара се налази у Врднику. Да је Буковче старо село и да је било скоро у континуитету насељено, показује и мапа Цариградског друма(1459-1683), на којој се види да је Буковче насељено место, поред многих села и места која су ишчезла. Такође се запажа да цариградски друм пролази кроз Буковче и то у два правца. Један крак иде Буковче-Ланиште-Луковица(Доњи Рачник), а други Буковче-Баточина.
Турци Буковче први пут бележе у првим својим пописима из 1476/78. године. По том попису у селу је забележена 31 кућа а приход од села је износио 1686 акчи. У попису из 1516. године бележи се 30 кућа, 6 неожењених и 1 удовица а приход је износио 3803 акче. У каснијим документима и писаним траговима које су оставили путописци тога времена (1582.година) поред Буковча стоји реч мезра (напуштено насеље), што иде у прилог тврдњи да је насеље више пута насељавано и расељавано. Ова тврдња је сасвим прихватљива с обзиром да се не налази у пописима до краја XVI века. Године 1717. аустријски капетан Ешлевиц је Буковче на својој карти представио као малу паланку плотом ограђену.
Године 1716. године долази до Аустријско - Турског рата, па су Јагодина и околна села од 1718. па све до 1738. године под Аустријском влашћу. Већи део становништва се повукао заједно са Турцима а потом се са њима и вратио у насеља после 20 година аустријске владавине. Према доступним подацима данашњи становници су потомци породица које су населиле Буковче у периоду између 1780.и 1860. године.
За време првог српског устанка 1804. године марта месеца приликом борби око Јагодине на Црвеном Брду (изнад Буковча) налазили су се положаји српске војске.
До Другог српског устанка Буковче се налазило у саставу Османског царства. Након Другог српског устанка Буковче улази у састав Кнежевине Србије и административно је припадало Јагодинској нахији и Темнићској кнежини све до 1834. године када је Србија подељена на сердарства. Након повратка кнеза Милоша Обреновића 1858 године, после Свето-Андрејске скупштине, први кмет Буковачке општине (Буковче и Рибник), је био Стојадин Станојевић-Царић. Кметови су тада имали извршну власт и бирани су као најутицајнији и најписменији људи у селу. Такође су били и председници примирителних судова у споровима грађана. Прва школа је била у објекту који је приватно власништво мештана, а почела је са радом 1927 године. Прве године је имала 52 уписаних ђака. Први учитељ у четворогодишњој школи био је Манојловић Миливоје. Интересантно је да школа 1930 године, имала 110 ђака. Касније, данашња (објекат) школа је изграђена средствима мештана Буковча и Рибника 1938 године. У новоотвореном објекту, први ућитељ је био, Ђаковић Душан. Село има велику обрадиву површину и мештани су се углавном бавили пољопривредом. Занимљиво је и то да је 1867 године ово село имало 41 домаћинство и преко 170 грла крупне стоке( ситне око 600 ком.), док данас има око 260 домаћинстава и десетоструко мањи број крупне стоке.
Фудбалски клуб Младост основан је давне 1938. године. Садашњи терен - игралиште, изграђено је 1986. године и то иницијативом и личним залагањем дугогодишњег играча, а тадашњег председника клуба, Мирослава Стојадиновића - Царића.
Сеоска слава је Мали Спасовдан, а заветине: први петак по Божићу (за здравље живине) и Благовести (за здравље стоке). Гробље је на северној страни, на средокраћи између села Рибника и овог села.

## Демографија
У насељу Буковче живи 604 пунолетна становника, а просечна старост становништва износи 40,1 година (39,5 код мушкараца и 40,6 код жена). У насељу има 240 домаћинстава, а просечан број чланова по домаћинству је 3,13.
Ово насеље је великим делом насељено Србима (према попису из 2002. године).
|  |

| Демографија | Демографија | Демографија |
| Година      | Становника  | Становника  |
| ----------- | ----------- | ----------- |
| 1948.       | 509         |             |
| 1953.       | 543         |             |
| 1961.       | 567         |             |
| 1971.       | 600         |             |
| 1981.       | 654         |             |
| 1991.       | 790         | 754         |
| 2002.       | 750         | 816         |
| 2011.       | 844         |             |
| 2022.       | 834         |             |

| Етнички састав према попису из 2002.‍ | Етнички састав према попису из 2002.‍ | Етнички састав према попису из 2002.‍ | Етнички састав према попису из 2002.‍ | Етнички састав према попису из 2002.‍ |
| ------------------------------------ | ------------------------------------ | ------------------------------------ | ------------------------------------ | ------------------------------------ |
|                                      |                                      |                                      |                                      |                                      |
| Срби                                 | Срби                                 |                                      | 741                                  | 98,8%                                |
| Бугари                               | Бугари                               |                                      | 4                                    | 0,53%                                |
| Хрвати                               | Хрвати                               |                                      | 1                                    | 0,13%                                |
| Украјинци                            | Украјинци                            |                                      | 1                                    | 0,13%                                |
| Мађари                               | Мађари                               |                                      | 1                                    | 0,13%                                |
| Југословени                          | Југословени                          |                                      | 1                                    | 0,13%                                |
| непознато                            | непознато                            |                                      | 1                                    | 0,13%                                |

| Буковче у пописима Јагодинске нахије — од 1818. до 1829.                          |       |       |       |       |       |       |          |       |       |       |       |       |
| Година пописа                                                                     | 1818. | 1819. | 1820. | 1821. | 1822. | 1823. | 1824/25. | 1825. | 1826. | 1827. | 1828. | 1829. |
| Куће                                                                              | 21    | 22    | 22    | 21    | 23    | 23    | 24       | 24    | 23    | 24    | 24    | 24    |
| Пореске главе*                                                                    | -     | 30    | 22    | 23    | 25    | 26    | 26       | 21    | 21    | 21    | 22    | 23    |
| Арачке главе**                                                                    | 41    | 48    | 46    | 48    | 50    | 51    | 55       | 62    | 61    | 61    | 66    | 67    |
| *Пореске главе = Ожењени мушкарци \| ** Арачке главе = Мушкарци од 7 до 70 година |       |       |       |       |       |       |          |       |       |       |       |       |

| Година пописа     | 1948. | 1953. | 1961. | 1971. | 1981. | 1991. | 2002. |
| ----------------- | ----- | ----- | ----- | ----- | ----- | ----- | ----- |
| Број домаћинстава | 100   | 108   | 136   | 161   | 161   | 213   | 240   |

| Број чланова      | 1  | 2  | 3  | 4  | 5  | 6  | 7 | 8 | 9 | 10 и више | Просек |
| ----------------- | -- | -- | -- | -- | -- | -- | - | - | - | --------- | ------ |
| Број домаћинстава | 46 | 60 | 42 | 44 | 16 | 24 | 6 | 2 | 0 | 0         | 3,13   |

| Пол    | Укупно | Неожењен/Неудата | Ожењен/Удата | Удовац/Удовица | Разведен/Разведена | Непознато |
| ------ | ------ | ---------------- | ------------ | -------------- | ------------------ | --------- |
| Мушки  | 322    | 90               | 201          | 17             | 12                 | 2         |
| Женски | 313    | 50               | 207          | 41             | 14                 | 1         |
| УКУПНО | 635    | 140              | 408          | 58             | 26                 | 3         |

| Пол    | Укупно                    | Пољопривреда, лов и шумарство | Рибарство                            | Вађење руде и камена | Прерађивачка индустрија       |
| ------ | ------------------------- | ----------------------------- | ------------------------------------ | -------------------- | ----------------------------- |
| Мушки  | 156                       | 8                             | 0                                    | 0                    | 67                            |
| Женски | 79                        | 8                             | 0                                    | 0                    | 23                            |
| УКУПНО | 235                       | 16                            | 0                                    | 0                    | 90                            |
| Пол    | Производња и снабдевање   | Грађевинарство                | Трговина                             | Хотели и ресторани   | Саобраћај, складиштење и везе |
| Мушки  | 3                         | 8                             | 29                                   | 0                    | 10                            |
| Женски | 4                         | 0                             | 10                                   | 12                   | 2                             |
| УКУПНО | 7                         | 8                             | 39                                   | 12                   | 12                            |
| Пол    | Финансијско посредовање   | Некретнине                    | Државна управа и одбрана             | Образовање           | Здравствени и социјални рад   |
| Мушки  | 0                         | 0                             | 4                                    | 1                    | 8                             |
| Женски | 1                         | 3                             | 1                                    | 7                    | 6                             |
| УКУПНО | 1                         | 3                             | 5                                    | 8                    | 14                            |
| Пол    | Остале услужне активности | Приватна домаћинства          | Екстериторијалне организације и тела | Непознато            | Непознато                     |
| Мушки  | 7                         | 0                             | 0                                    | 11                   | 11                            |
| Женски | 1                         | 0                             | 0                                    | 1                    | 1                             |
| УКУПНО | 8                         | 0                             | 0                                    | 12                   | 12                            |